# A corazón abierto (telenovela mexicana)
A corazón abierto es una telenovela de drama médico producida por TV Azteca en el 2011. La telenovela está basada en la serie de Shonda Rhimes Grey's Anatomy, contó con la adaptación del escritor y dramaturgo colombiano Fernando Gaitán, quien trabajó en la versión colombiana de la serie, también llamada A corazón abierto. 
Protagonizada por Iliana Fox y Sergio Basañez. Fue producida por Juan David Burns y dirigida por Raúl Quintanilla. Para la segunda temporada de la telenovela, la producción estuvo a cargo de Elisa Salinas y la adaptación por Luis Felipe Ybarra.
La primera temporada fue filmada en Bogotá, Colombia (donde se grabó la versión original colombiana). En principio estaba previsto que saliera al aire por Azteca 7, pero fue cambiado a Azteca 13, en sustitución de la telenovela Emperatriz el 9 de noviembre de 2011. La primera temporada (de 80 capítulos) fue filmada en Bogotá, Colombia durante ocho meses, de febrero a octubre de 2011. Debido a su buena aceptación, los ejecutivos de Azteca decidieron extender la novela por otros 58 episodios. Esta segunda etapa fue grabada en México. La telenovela finalizó con un total de 138 capítulos el 25 de mayo de 2012.

## Argumento

### Primera Temporada
La residente María Alejandra Rivas Carrera es admitida al programa para internos del Hospital Universitario Santa María. Hija de una de las cirujanas más famosas de su época Helena Carrera, la cual guarda un secreto de juventud pero se encuentra enferma de Alzheimer. María Alejandra debe cargar con la responsabilidad que le otorga su apellido. Su grupo de nuevos amigos, Jorge Valenzuela, Cristina Solorzano, Isabel Heredia y Augusto Maza, se convertirán de ahora en adelante en su nueva familia. María Alejandra enfrenta la soledad ayudada por estas nuevas personas y por la relación sentimental que establece con Andrés Guerra, uno de los mejores cirujanos del hospital, el cual se está divorciando de su esposa Alicia Duran quien lo engaño con su mejor amigo y luego de un tiempo regresa a recuperar su amor pero no cuenta con que este ya está enamorado entonces decide recuperarlo pasando por arriba de todo y todos mediante mentiras y engaños . A través de interesantes historias médicas los protagonistas entrelazan sus vidas y sus emociones en el hospital que a partir de ahora es su nuevo hogar.

### Segunda Temporada
Han pasado 2 años desde que María Alejandra, Jorge, Isabel, Augusto y Cristina llegaron al hospital Sta. María. La relación entre María Alejandra y Andrés entra en declive, debido a los distintos planes que tienen para el futuro. Al mismo tiempo que Cristina y Javier dudan si van seguir juntos. Cristina es la encargada de los nuevos residentes y como consecuencia tiene 2 apodos: "La Nazi" y " Jack 'El Destripador' Solórzano" luego vuelve Miranda la cual ocupa su lugar. Ricardo ahora debe superar el trago amargo que le ha dejado su separación con Adela. Jorge e Isabel sostienen relaciones sexuales, tras la muerte de Claudia y la inmadurez de Augusto. Germán conspira para realizar proyectos que involucran el futuro del hospital. Ingresan nuevos residentes y un reconocido traumatólogo con un oscuro pasado.

## Reparto
| Actor                  | Personaje                          | Temporadas | Temporadas |
| Actor                  | Personaje                          | 1          | 2          |
| ---------------------- | ---------------------------------- | ---------- | ---------- |
| Iliana Fox             | Dra. María Alejandra Rivas Carrera | Sí         | Sí         |
| Sergio Basañez         | Dr. Andrés Guerra                  | Sí         | Sí         |
| Rodrigo Abed           | Dr. Javier Burgos                  | Sí         | Sí         |
| Leonardo García        | Dr. Bruno Bautista                 | No         | Sí         |
| Fabiana Perzábal       | Dra. Alicia Durán                  | Sí         | No         |
| Alejandro Lukini       | Dr. Mauricio Hernández             | Sí         | No         |
| Carmen Madrid          | Dra. Miranda Carvajal              | Sí         | Sí         |
| Fran Meric             | Dra. Cristina Solórzano            | Sí         | Sí         |
| Luis Ernesto Franco    | Dr. Augusto Maza                   | Sí         | Sí         |
| Laura Palma            | Dra. Isabel Heredia                | Sí         | Sí         |
| Adrián Rubio           | Dr. Jorge Valenzuela               | Sí         | Sí         |
| Johanna Morales        | Dra. Claudia Torres                | Sí         | Sí         |
| Luis Miguel Lombana    | Dr. Ricardo Cepeda                 | Sí         | Sí         |
| Angélica Aragón        | Elena Carrera                      | Sí         | Sí         |
| José Carlos Rodríguez  | Germán de la Garza                 | Sí         | Sí         |
| Ángela Fuste           | Lucía Serrano                      | Sí         | Sí         |
| Juan Manuel Bernal     | Santiago Sánchez                   | Sí         | Sí         |
| Estefanía Godoy        | Sandra Galindo                     | Sí         | No         |
| Luis Arrieta           | Damián Velasco                     | No         | Sí         |
| Lía Ferré              | Carmela "La Comihombre" Wanles     | No         | Sí         |
| María Alejandra Molina | Aura Zorrilla Martín del Campo     | No         | Sí         |
| Germán Girotti         | Eliseo Úrsulo                      | No         | Sí         |
| Giovanna Romo          | Beatriz "Bea" Yáñez                | No         | Sí         |
| Rocío Verdejo          | Dra. Daniela Cevallo               | No         | Sí         |

### Actuaciones especiales
| Actore(s)               | Personajes              | Episodios         |
| Primera temporada       | Primera temporada       | Primera temporada |
| ----------------------- | ----------------------- | ----------------- |
| Rodrigo Cachero         | Marcos                  | 1-2               |
| Helga Díaz              | Dra. Silvia             |                   |
| Juliana Gómez           | Graciela                |                   |
| Paula Barreto           | Andrea Carreño          |                   |
| Gustavo Navarro         | Mateo                   | 30                |
| Guillermo Iván Dueñas   | Daniel Duarte           |                   |
| María José Rosado       | Rosa María              |                   |
| Jonathan Islas          | Mateo                   | 60                |
| Andrea Montenegro       | Dra. Carreño            |                   |
| Ana María Kamper        | Adela                   |                   |
| María Margarita Giraldo | Madre de Javier         |                   |
| Bianca Aragón           | Exesposa de Javier      |                   |
| Valeria Chagüi          | Catalina                |                   |
| Jaime Pérez             | Hijo de Javier          |                   |
| Segunda temporada       |                         |                   |
| Keyla Wood              | Paciente                | 82                |
| Mauricio Islas          |                         |                   |
| Claudia Lobo            |                         |                   |
| José Sefami             | Atilio Manrique         |                   |
| Ariana Ron Pedique      | Magda Maza              |                   |
| Paulette Hernandez      | Clara                   |                   |
| Ariel López Padilla     | Jaime Rivero            | 88-103            |
| Miguel Ángel Ferriz     | Sr. Torres              |                   |
| Paloma Woolrich         | Elena                   | 97-107            |
| Víctor Huggo Martín     | Manolo                  | 97-107            |
| José Alonso             | Don Gualberto           | 100-113           |
| Patricia Bernal         | Mariana                 | 100-113           |
| Cynthia Rodríguez       | Deborah                 |                   |
| Michel Brown            | Tomás Ballesteros       | 104               |
| Sergio de Bustamante    | Prof. Silvestre Ramírez | 107-115           |
| Juan Alfonso Baptista   | Hugo                    | 115               |
| Ofelia Medina           | Irene                   | 116               |
| Homero Wimmer           | Cantante                | 123               |
| Edith González          | Andrea Carreño          | 125               |
| Ari Telch               | Tejeda                  | 127               |
| Anna Ciocchetti         | La madre de Joshue      | 135               |

## Versiones
A corazón abierto es una adaptación A corazón abierto que a la vez es una versión de Grey's Anatomy, bajo la adaptación de Fernando Gaitán en la primera temporada, basada en las 3 primeras temporadas de Grey's Anatomy. Para la segunda temporada de la serie hecha en TV Azteca, la adaptación corrió por Luis Felipe Ybarra, donde se aleja de la versión colombiana y de la versión original, siendo esta original con nuevas situaciones en que se planteó.